# アレクサンドロス2世 (マケドニア王)
アレクサンドロス2世（Αλέξανδρος Β΄、ラテン文字転記：Aleksandros II、? - 紀元前368年）は、アルゲアス朝のマケドニア王（在位：紀元前371年 – 紀元前368年）である。アレクサンドロス2世は先代の王アミュンタス3世と、王妃エウリュディケ1世の長男であり、弟にペルディッカス3世とピリッポス2世がいる。

## 生涯
アレクサンドロスは即位時点において成年には達していたものの極めて若年であったため、周囲の敵からの侵攻を招くこととなった。東方からはパウサニアス (王位請求者)が攻撃をしかけ、同時に北西からはイリュリア人が侵入してきた。アレクサンドロスは、アンフィポリス奪還の途中、マケドニアの沿岸を丁度航行中であったアテナイの将軍イフィクラテースの助力を得ることに成功し、これらの外敵を破ることができた。
アレクサンドロスはまた、アレウアス家の要請を受けてテッサリアの内戦に干渉し、ラリサを始めとする数都市を得た。しかし、当初の約束を違え、それらの都市に守備隊を入れたことから、当時ギリシアの覇権を握っていたテーバイの反発を招くこととなった。テーバイの将軍ペロピダスはマケドニアをテッサリアから追い落とした。またペロピダスは、アレクサンドロスの義兄弟アロロスのプトレマイオスを支援することでアレクサンドロスを牽制し、アテナイとの同盟を破棄させ、ピリッポス2世を含む人質をテーバイに送らせた。
紀元前368年、アレクサンドロスはアロロスのプトレマイオスの扇動で暗殺された。ペルディッカス3世が次代の王として即位したが、未成年であったためアロロスのプトレマイオスが摂政となった。